# John James Stevenson
John James Stevenson (New York, 10 ottobre 1841 – New Canaan, 10 agosto 1924) è stato un geologo statunitense.

## Biografia
Si è laureato all'Università di New York nel 1863. Subito dopo ha insegnato, per un breve periodo, matematica e scienze naturali all'Accademia del Messico. Nel settembre del 1864 ha assunto un incarico manageriale in una scuola del Queens, dove ha curato la pubblicazione di un periodico mensile di storia e scienze della Terra.
Tra il 1866 e il 1867 si è specializzato presso l'ateneo di New York prima in geologia, poi in filosofia. Successivamente ha lavorato nel campo della geologia presso dei giacimenti minerari negli Stati Uniti dell'ovest, ma tale attività si è scontrata con disagi, sia economici che di salute, avendo peraltro contratto la tubercolosi.
Tuttavia, dal 1869, è riuscito ad essere nominato professore di chimica e scienze naturali all'Università della Virginia Occidentale, dove è rimasto per un triennio, partecipando anche a ricerche stratigrafiche in Ohio. Dal 1872 ha ottenuto la titolarità dalla cattedra di geologia all'Università di New York. In questo periodo ha partecipato agli studi di George Montague Wheeler per la definizione del meridiano e, tra la fine degli anni settanta e l'inizio anni ottanta del XIX secolo, ha condotto ricerche sia per il Servizio geologico statunitense (in Virginia e Nuovo Messico) sia per l'ufficio geologico della Pennsylvania.
All'ateneo di New York, dove è rimasto sino al 1909, data della nomina a professore emerito, ha insegnato anche, oltre alla geologia, chimica, fisica e biologia. Ha ricevuto la lauree honoris causa in religione dalla New York University (1865) e in Lettere sia dalla Princeton University (1893) che dall'Università della Virginia (1902).
Si è occupato, in particolare, di stratigrafia in relazione al carbone. In tal senso i suoi principali articoli hanno riguardato il bacino carbonifero degli Appalachi, la formazione degli strati carboniferi, nonché l'interrelazione fra i combustibili fossili.
Socio e vicepresidente dell'American Association for the Advancement of Science, presidente della New York Academy of Sciences, Stevenson è stato tra i fondatori della Società Geologica d'America, che ha presieduto nel 1898.